# Una fine continua
Una fine continua è il sesto album studio del gruppo italiano Casa, pubblicato nel 2014 e registrato dal vivo sabato 26 ottobre 2013.

## Il disco
È il primo album registrato dopo l'ingresso di Matteo Scalchi alla chitarra, subentrato nel 2013 a Marco Papa. L'album è la registrazione di un concerto tenuto nello studio di registrazione Lost In Space aperto al pubblico e contiene rivisitazioni di brani contenuti negli album precedenti oltre a sei inediti. La canzone Bombieri è dedicata al matematico milanese Enrico Bombieri. La versione di Volontè blues è suonata con gli strumenti a corde volutamente scordati. Sono stati realizzati i videoclip delle canzoni I sei poli di fascicolazione e Life in Ser.T.

### Copertina
La copertina riproduce il quadro dal titolo H24x7 dell'artista Pietro Scarso, il quale ha precedentemente collaborato con la band realizzando i videoclip di Kriya Yoga (tratta dall'album Un giorno il mio principe verrà) Non provateci da casa (Peggioramenti) e recitando nella canzone Salcedo (Peggioramenti).

## Tracce
1. Blues morto – 5:43
2. Nick Drake – 3:23
3. Bombieri – 4:02
4. Part time/Una razza inferiore – 4:23
5. I sei poli di fascicolazione – 2:39
6. Dal caso alla possibilità – 5:18
7. Life in Ser.T. – 7:11
8. Beba la moldava – 3:45
9. Peggioramenti – 3:53
10. Mu 無 – 2:56
11. No – 5:39
12. Whodunit! – 5:44
13. Madonna con cilicio – 3:46
14. Volontè blues – 4:49

## Formazione
- Filippo Bordignon - voce, tastiera in Life In Ser.T. e chitarra in Volontè Blues
- Filippo “Fefè” Gianello - basso
- Ivo Tescaro - batteria
- Matteo Scalchi - chitarra